# Sankt Ferdinands orden
Sankt Ferdinands orden (spanska: Orden de San Fernando) är en militärorden i fem klasser instiftad den 31 augusti 1811 av riksdagen (Cádiz Cortes). Fick nya statuter den 18 maj 1862. Ordenstecknet är ett åttauddigt guldkors med Ferdinand den heliges bröstbild, omgiven av en blå rand med devisen Al merito militar  ("Åt militärisk förtjänst"). Ordensbandet är rött med gula ränder.